# Serie A2 2006-2007 (calcio femminile)
La Serie A2 2006-2007 è stata la quinta edizione della Serie A2, la seconda serie del campionato italiano femminile di calcio. La Riozzese e il Trento hanno vinto i rispettivi gironi e sono stati promossi in Serie A. Il Chiasiellis è stato, in seguito, promosso in Serie A a completamento organico.

## Stagione

### Novità
Dalla Serie A2 2005-2006 sono state promosse in Serie A il Porto Mantovano e il Firenze, mentre dalla Serie A 2005-2006 è stato retrocesso in Serie A2 l'Atletico Oristano. Dalla Serie B 2005-2006 sono state promosse in Serie A2 Pisa, Aurora Bergamo, Barcon, Rovezzano 90, Nuova Bari e Sport Napoli, che prendono il posto delle retrocesse Sezze, Decimum Lazio, Brescia, Girls Roseto, Tenelo Club Rivignano e Gravina Catania. Dinamo Ravenna e Villacidro sono stati ripescati a completamento organici, a seguito della rinuncia della Matuziana Sanremo e dell'unica retrocessione dalla Serie A.
Il Latte Puccio Palermo ha cambiato denominazione in A.C.F.D. Aquile Palermo, mentre il Perugia Grifo in A.F.D. Grifo Perugia.

### Formula
Le 24 squadre partecipanti sono state divise in due gironi da 12 squadre ciascuno. Nei due gironi le squadre si affrontano in un girone all'italiana con partite di andata e ritorno per un totale di 22 giornate. La prima classificata di ciascun girone è promossa in Serie A. Le ultime tre di ognuno dei due gironi sono retrocesse in Serie B.

## Girone A

### Squadre partecipanti
| Club                             | Città                     | Stagione 2005-2006                          |
| -------------------------------- | ------------------------- | ------------------------------------------- |
| A.C.F. Alessandria               | Alessandria               | 5º posto in Serie A2/A                      |
| A.C.F.D. Aquile Palermo          | Palermo                   | 8º posto in Serie A2/B                      |
| A.C.F. Aurora Bergamo            | Settala                   | 1º posto in Serie B/B                       |
| F.C.F. Como 2000                 | Como                      | 8º posto in Serie A2/A                      |
| A.F.D. Grifo Perugia             | Perugia                   | 3º posto in Serie A2/B (come Perugia Grifo) |
| A.S.D. Ludos                     | Palermo                   | 5º posto in Serie A2/B                      |
| Pisa C.F.                        | Pisa                      | 1º posto in Serie B/A                       |
| A.C. Riozzese                    | Riozzo di Cerro al Lambro | 2º posto in Serie A2/A                      |
| U.S. Sampierdarenese Serra Riccò | Serra Riccò               | 7º posto in Serie A2/A                      |
| A.C.F.D. Sport Napoli            | Napoli                    | 1º posto in Serie B/F                       |
| F.C.F. Tradate Abbiate           | Tradate                   | 6º posto in Serie A2/A                      |
| A.S.D. Upea Orlandia 97          | Capo d'Orlando            | 6º posto in Serie A2/B                      |

### Classifica finale
|  | Pos. | Squadra                     | Pt | G  | V  | N | P  | GF | GS | DR  |
|  | ---- | --------------------------- | -- | -- | -- | - | -- | -- | -- | --- |
|  | 1.   | Riozzese                    | 54 | 22 | 17 | 3 | 2  | 53 | 19 | +34 |
|  | 2.   | Tradate Abbiate             | 49 | 22 | 15 | 4 | 3  | 40 | 14 | +26 |
|  | 3.   | Sampierdarenese Serra Riccò | 43 | 22 | 13 | 4 | 5  | 54 | 25 | +29 |
|  | 4.   | Como 2000                   | 38 | 22 | 11 | 5 | 6  | 40 | 20 | +20 |
|  | 5.   | Grifo Perugia               | 38 | 22 | 10 | 8 | 4  | 33 | 24 | +9  |
|  | 6.   | Upea Orlandia 97            | 31 | 22 | 9  | 4 | 9  | 37 | 38 | -1  |
|  | 7.   | Pisa                        | 27 | 22 | 7  | 6 | 9  | 33 | 34 | -1  |
|  | 8.   | Aurora Bergamo              | 23 | 22 | 6  | 5 | 11 | 23 | 40 | -17 |
|  | 9.   | Aquile Palermo              | 22 | 22 | 6  | 4 | 12 | 24 | 35 | -11 |
|  | 10.  | Alessandria                 | 21 | 22 | 5  | 6 | 11 | 24 | 36 | -12 |
|  | 11.  | Ludos Palermo               | 20 | 22 | 5  | 5 | 12 | 19 | 32 | -13 |
|  | 12.  | Sport Napoli                | 2  | 22 | 0  | 2 | 20 | 10 | 73 | -63 |

Legenda:
      Promossa in Serie A 2007-2008
      Retrocesse in Serie B 2007-2008
Note:
Tre punti a vittoria, uno a pareggio, zero a sconfitta.
Il Ludos Palermo è stato successivamente riammesso in Serie A2 a completamento organici.

## Girone B

### Squadre partecipanti
| Club                        | Città       | Stagione 2005-2006     |
| --------------------------- | ----------- | ---------------------- |
| Atletico Oristano C.F.      | Oristano    | 12º posto in Serie A   |
| G.S. Barcon                 | Vedelago    | 1º posto in Serie B/C  |
| Calcio Chiasiellis          | Mortegliano | 7º posto in Serie A2/B |
| A.C.F.D. Dinamo Ravenna     | Ravenna     | 2º posto in Serie B/C  |
| Nuova Bari C.F.             | Bari        | 1º posto in Serie B/E  |
| S.S. Olbia C.F.             | Olbia       | 4º posto in Serie A2/A |
| A.S.D. Romagna C.F.         | Imola       | 9º posto in Serie A2/B |
| A.C.F. Rovezzano 90         | Firenze     | 1º posto in Serie B/D  |
| A.C.F. Trento               | Trento      | 2º posto in Serie A2/B |
| A.C.F. VeneziaJesolo        | Jesolo      | 4º posto in Serie A2/B |
| A.S.D. Villacidro Villgomme | Villacidro  | 4º posto in Serie B/D  |
| C.F. Villaputzu             | Villaputzu  | 9º posto in Serie A2/A |

### Classifica finale
|  | Pos. | Squadra              | Pt | G  | V  | N | P  | GF | GS | DR  |
|  | ---- | -------------------- | -- | -- | -- | - | -- | -- | -- | --- |
|  | 1.   | Trento               | 48 | 22 | 14 | 6 | 2  | 59 | 22 | +37 |
|  | 2.   | Chiasiellis          | 47 | 22 | 15 | 2 | 5  | 48 | 19 | +29 |
|  | 3.   | Dinamo Ravenna       | 43 | 22 | 13 | 4 | 5  | 43 | 28 | +15 |
|  | 4.   | Romagna              | 42 | 22 | 12 | 6 | 4  | 46 | 35 | +11 |
|  | 5.   | Villaputzu           | 36 | 22 | 11 | 3 | 8  | 40 | 47 | -7  |
|  | 6.   | VeneziaJesolo        | 33 | 22 | 9  | 6 | 7  | 34 | 27 | +7  |
|  | 7.   | Atletico Oristano    | 31 | 22 | 9  | 4 | 9  | 46 | 35 | +11 |
|  | 8.   | Olbia                | 23 | 22 | 6  | 5 | 11 | 25 | 34 | -9  |
|  | 9.   | Nuova Bari           | 23 | 22 | 6  | 5 | 11 | 28 | 41 | -13 |
|  | 10.  | Rovezzano 90         | 22 | 22 | 7  | 1 | 14 | 32 | 43 | -11 |
|  | 11.  | Barcon               | 13 | 22 | 4  | 1 | 17 | 27 | 66 | -39 |
|  | 12.  | Villacidro Villgomme | 12 | 22 | 3  | 3 | 16 | 23 | 54 | -31 |

Legenda:
      Promossa in Serie A 2007-2008
      Retrocesse in Serie B 2007-2008
Note:
Tre punti a vittoria, uno a pareggio, zero a sconfitta.
Il Chiasiellis è stato successivamente riammesso in Serie A a completamento organici.